# Pardal-do-deserto
O pardal-do-deserto (Passer simplex) é um pássaro da família dos passerídeos (Passeridae), encontrado no Deserto do Saara e da Ásia Central ao Irão. Duas subespécies ocorrem em algumas das zonas mais secas do Deserto do Saara, no norte da África, e uma distinta subespécies ocorre em áreas do Irão, Turquemenistão e Uzbequistão. A subespécie asiática pode ser uma espécie separada, e é chamado Passer simplex zarudnyi. De acordo com o Cara. e colegas, o Asiático aves são separadas sob nenhuma definição das espécies, exceto o conceito de espécie biológica. BirdLife International, e, portanto, a Lista Vermelha da IUCN, reconhecer ambas as espécies.
O pardal-do-deserto não tem medo de chegar perto de seres humanos e, por vezes, constrói ninhos em turvo paredes. Os berberes mozabitas construíam suas casas com buracos nas paredes para acolher essas aves, que eles chamam de "bar-rodou", e se canta o dia todo em casa, eles dizem que isto é um sinal de boas notícias. Os tuaregues, que chamam o pássaro "moula-moula", também dizem que esta ave traz uma boa notícia quando se trata de ficar perto do acampamento.
Esta ave é cada vez mais escasso, como resultado da destruição do habitat. A Lista Vermelha da IUCN, não obstante, classifica as duas espécies que ele reconhece como sendo de menos interesse para a conservação, como fazia antes a divisão foi reconhecido.